# Allan Ottey
Allan Ottey (18 de dezembro de 1992) é um futebolista profissional jamaicano que atua como atacante, atualmente defende o Montego Bay United.